# Silao
Silao de la Victoria, es una ciudad en el estado mexicano de Guanajuato en el municipio de Silao, del cual es cabecera municipal. Forma parte de la Zona Metropolitana de León (pertenece indirectamente a esta zona) y del Corredor Industrial del Bajío (Silao, León, Irapuato, Salamanca y Celaya), siendo sus principales áreas de productividad la agrícola y la industria automotriz.

## Toponimia
En su origen era llamado en purépecha Tzinacua, que se traduce como "lugar de humaredas", nombre derivado de la cantidad de aguas termales que lo rodean.

## Geografía

### Ubicación
Silao con nombre oficial de Municipio de Silao de la Victoria. El centro histórico de la ciudad se ubica en las coordenadas 20°56′37″N 101°25′36″O.

### Clima
La ciudad de Silao tiene dos tipos de clima, el templado subhúmedo con lluvias en verano y el semiseco semicálido.
| Parámetros climáticos promedio de Silao de la Victoria, Guanajuato | Parámetros climáticos promedio de Silao de la Victoria, Guanajuato | Parámetros climáticos promedio de Silao de la Victoria, Guanajuato | Parámetros climáticos promedio de Silao de la Victoria, Guanajuato | Parámetros climáticos promedio de Silao de la Victoria, Guanajuato | Parámetros climáticos promedio de Silao de la Victoria, Guanajuato | Parámetros climáticos promedio de Silao de la Victoria, Guanajuato | Parámetros climáticos promedio de Silao de la Victoria, Guanajuato | Parámetros climáticos promedio de Silao de la Victoria, Guanajuato | Parámetros climáticos promedio de Silao de la Victoria, Guanajuato | Parámetros climáticos promedio de Silao de la Victoria, Guanajuato | Parámetros climáticos promedio de Silao de la Victoria, Guanajuato | Parámetros climáticos promedio de Silao de la Victoria, Guanajuato | Parámetros climáticos promedio de Silao de la Victoria, Guanajuato |
| Mes                                                                | Ene.                                                               | Feb.                                                               | Mar.                                                               | Abr.                                                               | May.                                                               | Jun.                                                               | Jul.                                                               | Ago.                                                               | Sep.                                                               | Oct.                                                               | Nov.                                                               | Dic.                                                               | Anual                                                              |
| ------------------------------------------------------------------ | ------------------------------------------------------------------ | ------------------------------------------------------------------ | ------------------------------------------------------------------ | ------------------------------------------------------------------ | ------------------------------------------------------------------ | ------------------------------------------------------------------ | ------------------------------------------------------------------ | ------------------------------------------------------------------ | ------------------------------------------------------------------ | ------------------------------------------------------------------ | ------------------------------------------------------------------ | ------------------------------------------------------------------ | ------------------------------------------------------------------ |
| Temp. máx. abs. (°C)                                               | 31.0                                                               | 33.0                                                               | 35.0                                                               | 38.0                                                               | 41.0                                                               | 39.5                                                               | 36.0                                                               | 34.0                                                               | 33.5                                                               | 34.0                                                               | 32.5                                                               | 33.0                                                               | 41.0                                                               |
| Temp. máx. media (°C)                                              | 24.2                                                               | 25.8                                                               | 28.8                                                               | 30.9                                                               | 32.1                                                               | 30.2                                                               | 27.9                                                               | 27.8                                                               | 27.4                                                               | 27.1                                                               | 26.0                                                               | 24.2                                                               | 27.7                                                               |
| Temp. media (°C)                                                   | 14.9                                                               | 16.0                                                               | 18.9                                                               | 21.2                                                               | 23.0                                                               | 22.8                                                               | 21.3                                                               | 21.1                                                               | 20.7                                                               | 19.3                                                               | 17.0                                                               | 15.4                                                               | 19.3                                                               |
| Temp. mín. media (°C)                                              | 5.7                                                                | 6.3                                                                | 8.9                                                                | 11.4                                                               | 13.9                                                               | 15.3                                                               | 14.7                                                               | 14.3                                                               | 13.9                                                               | 11.4                                                               | 8.1                                                                | 6.6                                                                | 10.9                                                               |
| Temp. mín. abs. (°C)                                               | -2.0                                                               | -1.0                                                               | 1.5                                                                | 4.0                                                                | 6.5                                                                | 6.5                                                                | 9.0                                                                | 9.0                                                                | 4.0                                                                | 0.9                                                                | -2.7                                                               | -2.7                                                               | -2.7                                                               |
| Precipitación total (mm)                                           | 11.2                                                               | 5.7                                                                | 4.7                                                                | 11.8                                                               | 29.0                                                               | 99.6                                                               | 147.0                                                              | 142.5                                                              | 105.8                                                              | 43.4                                                               | 12.0                                                               | 9.1                                                                | 621.8                                                              |
| Días de precipitaciones (≥ 1 mm)                                   | 2.0                                                                | 1.7                                                                | 1.5                                                                | 2.7                                                                | 5.3                                                                | 11.2                                                               | 13.9                                                               | 14.6                                                               | 11.2                                                               | 6.0                                                                | 2.1                                                                | 2.8                                                                | 75.0                                                               |
| Fuente: Servicio Meteorológico Nacional                            |                                                                    |                                                                    |                                                                    |                                                                    |                                                                    |                                                                    |                                                                    |                                                                    |                                                                    |                                                                    |                                                                    |                                                                    |                                                                    |

## Historia

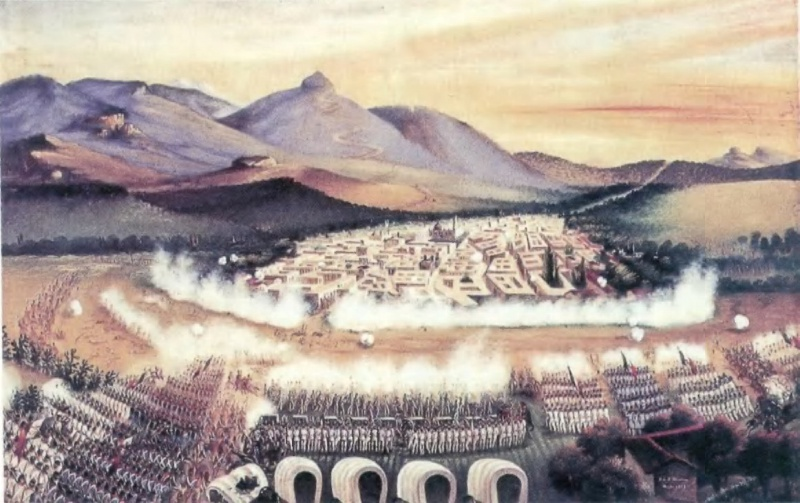
Batalla de Silao (1860).

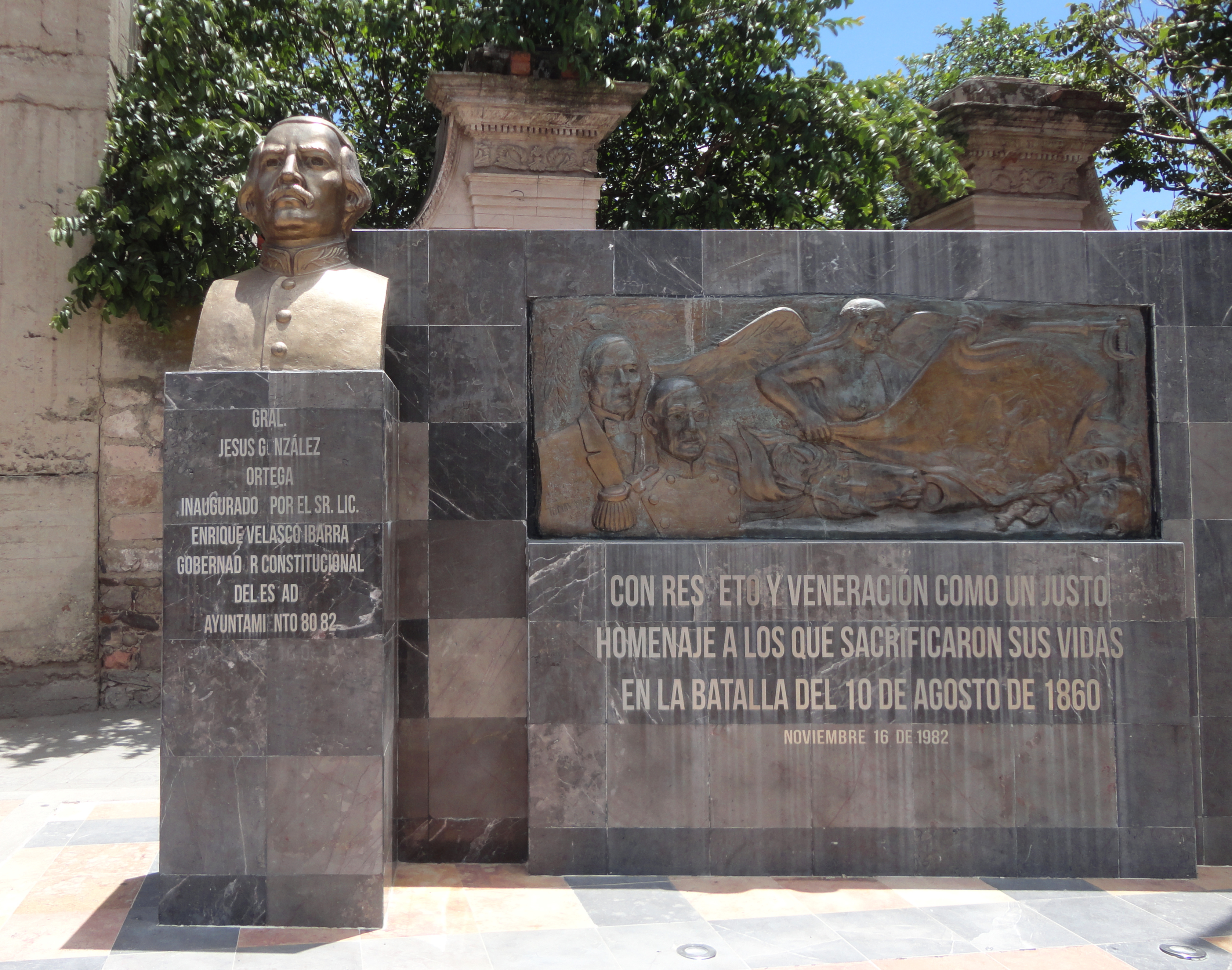
Monumento al General Jesús González Ortega y a los caídos en la Batalla de Silao.

En el lugar donde ahora se asienta el municipio de Silao existió un poblado otomí que al ser conquistado por los purépechas recibió el nombre de "Tzinacua", que en castellano significa "lugar de humaredas" pues en la comunidad de Aguas Buenas, de sus aguas termales se desprendían columnas de vapor. Después, el nombre del lugar fue evolucionando a Sinaua; posteriormente fue llamado Silagua para finalmente quedar con el de Silao. El 3 de febrero de 1833 la legislatura local le concedió el título de villa. Y el 12 de julio de 1861 se elevó a la categoría de ciudad, con el nombre que hoy ostenta, Silao de la Victoria pues, en la cabecera municipal el ejército liberal, al mando del General Jesús González Ortega, obtuvo el triunfo sobre los conservadores.

### Cronología
1745: El 13 de abril falleció en Aguas Buenas, la señora María Josefa Teresa de Busto y Moya, benefactora a quien se debe la fundación de la actual Universidad de Guanajuato.
1833: El 31 de octubre se desarrolló en el municipio un combate entre las facciones políticas antagónicas del México posindependiente: centralistas y federalistas, culminando con la derrota de los federalistas Arista y Durán.
1859: Batalla de Loma de las Ánimas en la cual la división del Licenciado y General Manuel Doblado (militar juarista), derrotó a los conservadores al mando de Alfaro.
1860: En la memorable batalla de Silao, las fuerzas liberales al mando de los generales General Jesús González Ortega, Manuel Doblado e Ignacio Zaragoza derrotaron a las tropas conservadoras del general Miguel Miramón.
1898: El 18 de julio la población de la ciudad sufrió una catastrófica inundación que le ocasionó una cuantiosa pérdida de vidas humanas y materiales.
1915: Se desarrolló en el municipio una batalla entre las fuerzas villistas y las carrancistas, en las que se llevan la victoria las primeras, el 3 de junio.
1976: El martes 13 de julio de 1976, una grave inundación afectó Silao, destruyendo gran cantidad de edificios antiguos y modificando drásticamente las fisinomía de la ciudad.
2012: El papa Benedicto XVI oficia una misa en el parque Bicentenario de Silao, en su única visita apostólica a México.

## Demografía

### Población
De acuerdo con el Censo de Población y Vivienda 2020 llevado a cabo por el Instituto Nacional de Estadística y Geografía, en Silao hay un total de 83 352 habitantes, 42 766 mujeres y 40 586 hombres.

## Organización territorial y urbanismo

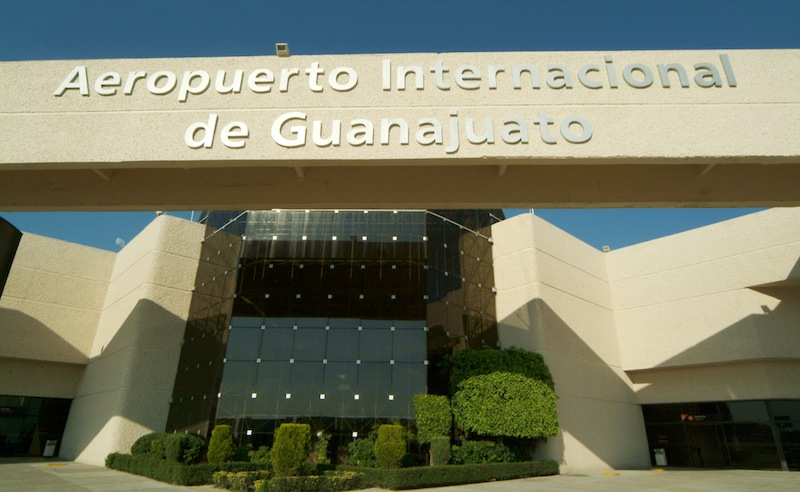
Aeropuerto Internacional del Bajío.

### Zona metropolitana de León
A partir de 2024, Silao dejó de forma parte de la Zona Metropolitana de León, que actualmente incluye al propio León, además de San Francisco del Rincón y Purísima del Rincón y es la séptima más grande del país. Silao, por su parte, quedó como parte de una nueva zona conurbada que comparte con el Municipio de Romita.
La ciudad de Silao se ha visto beneficiada por su ubicación que conecta con la zona metropolitana, y unos ejemplos son el Aeropuerto Internacional del Bajío; la construcción del Puerto Interior, el puerto seco más importante de México; la construcción de varias vialidades de primer nivel que conectan con las ciudades de León, Guanajuato e Irapuato como lo son el Eje Metropolitano o los libramientos Norte y Sur.

## Política y gobierno
Al ser cabecera del Municipio de Silao, la Presidencia municipal tiene sede dentro de la ciudad.

### Representación legislativa
La ciudad es representada como parte del Municipio de Silao de la Victoria. En el distrito federal se elige a uno de los quinientos diputados de la Cámara de Diputados y en el distrito local se elige a uno de los treinta y seis diputados del Congreso del Estado de Guanajuato.
- Federal: distrito electoral 9 de Guanajuato con cabecera distrital en Irapuato.
- Local: distrito electoral 13 de Guanajuato con cabecera distrital en la ciudad.

## Economía

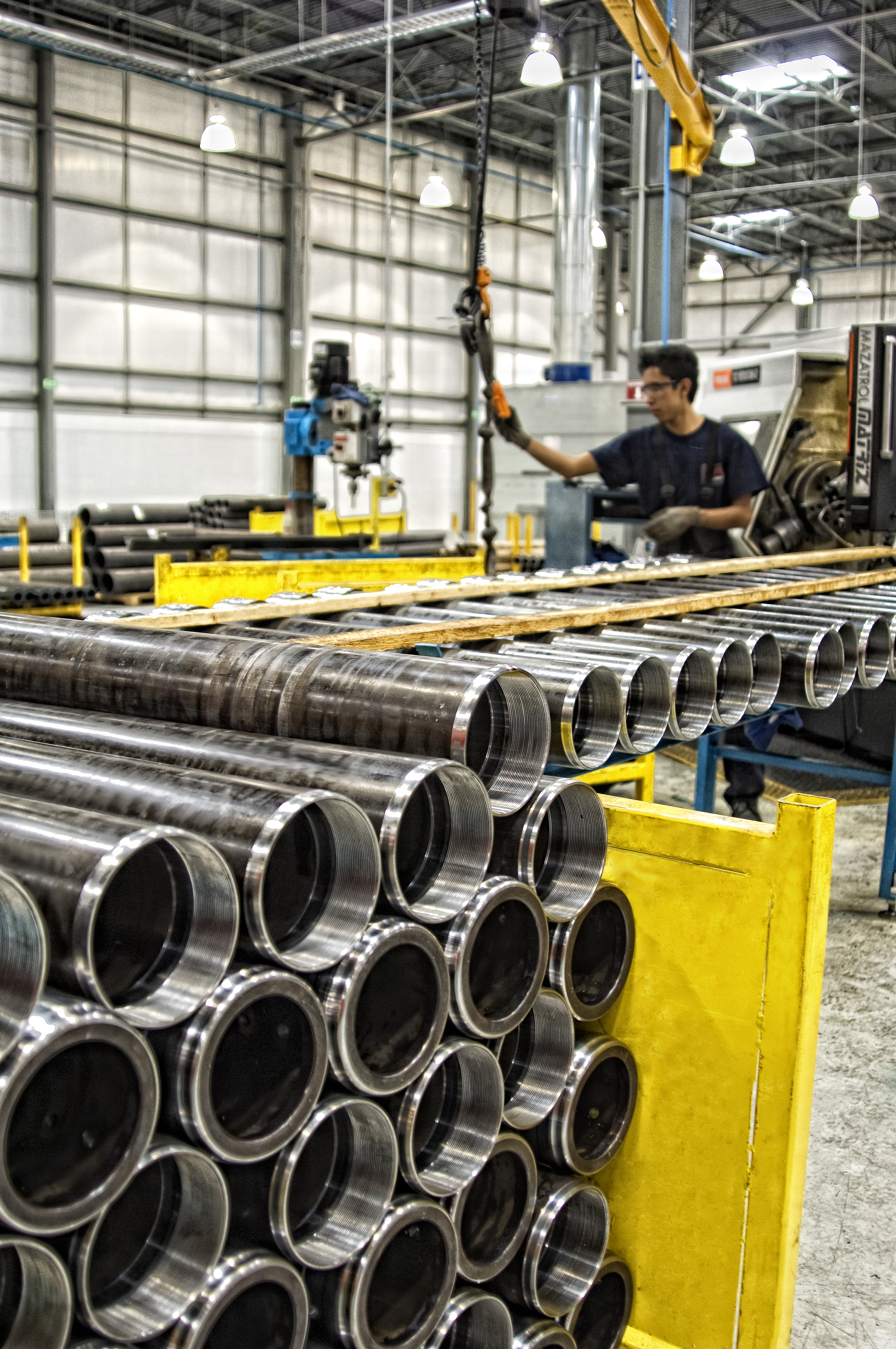
Industria dentro de Puerto Interior

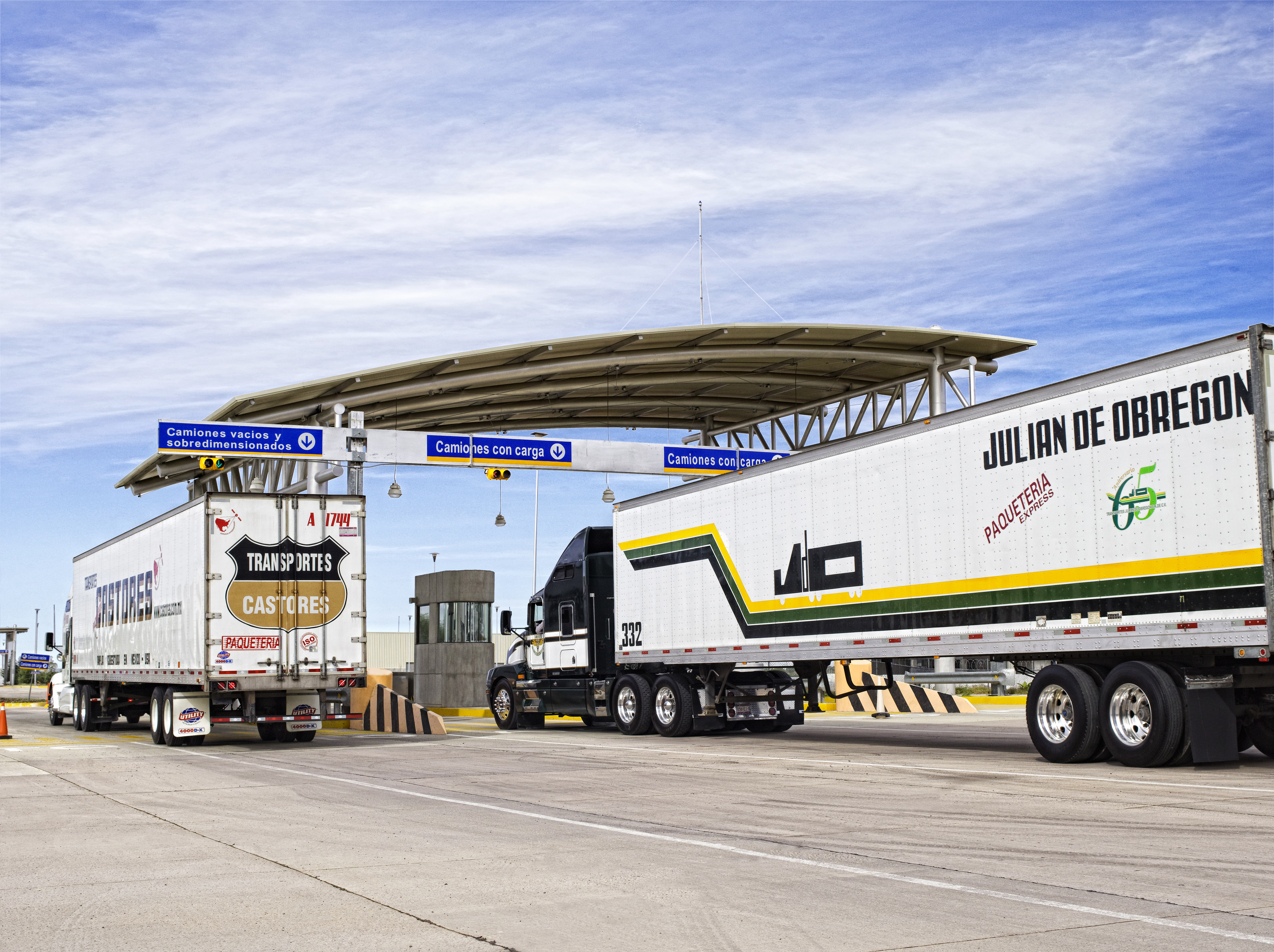
Aduana de Puerto Interior

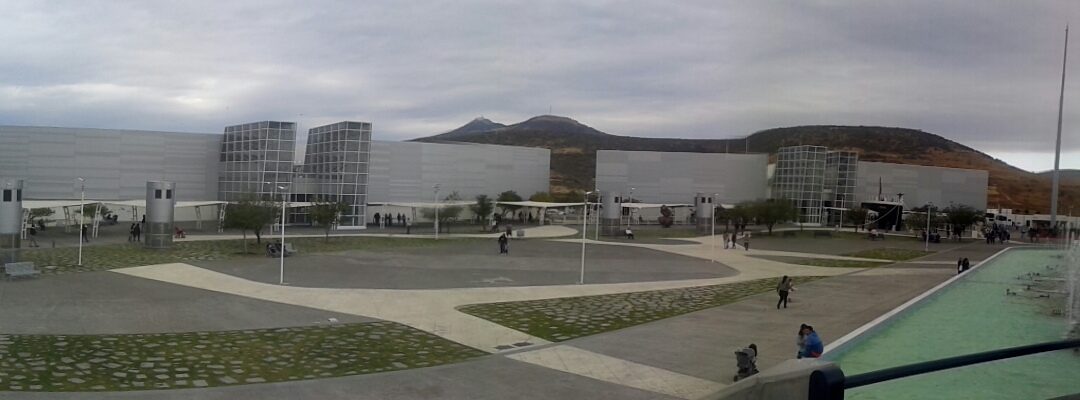
Parque Guanajuato Bicentenario.

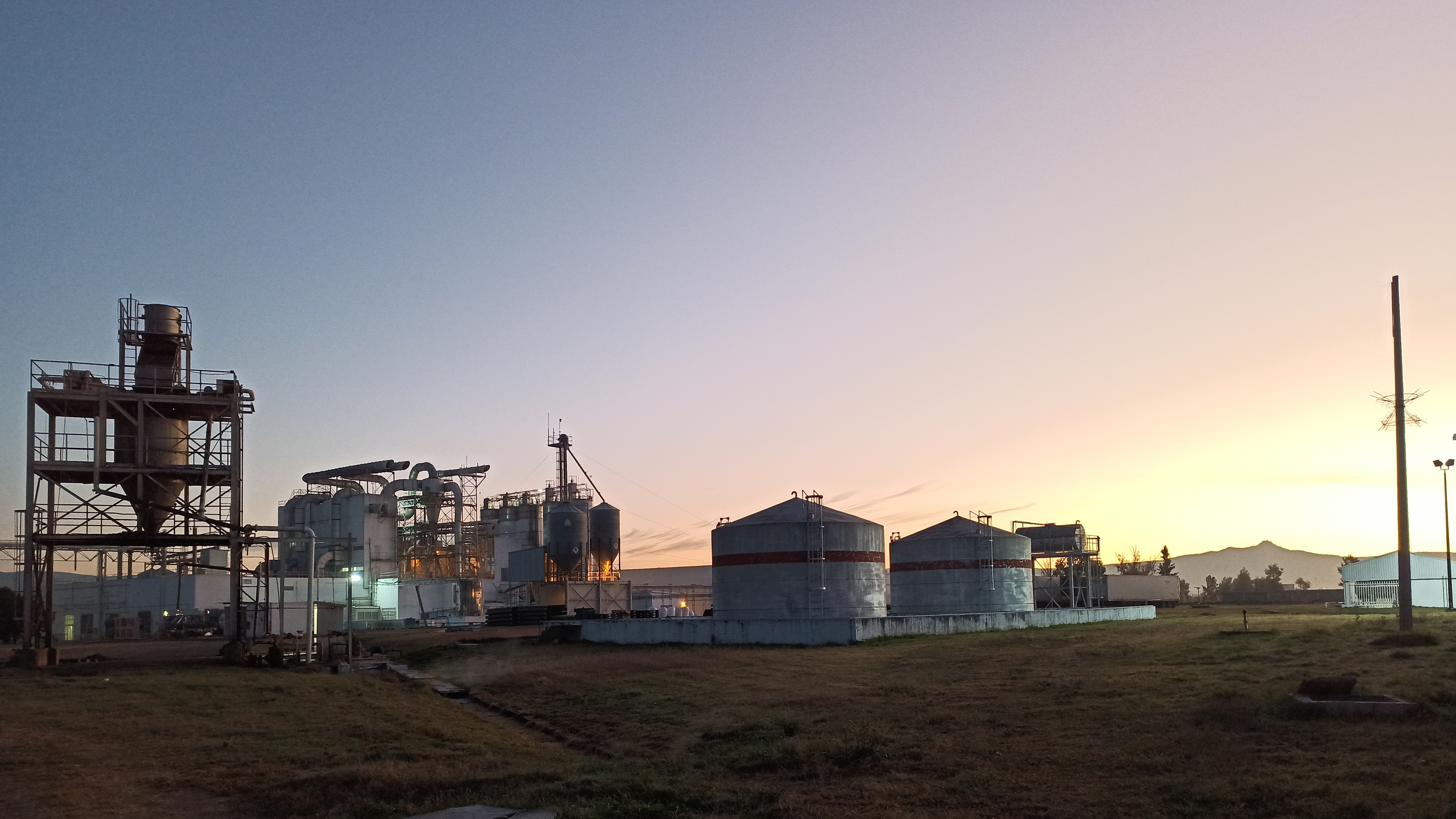
Corredor industrial de El Bajío.

Silao es una ciudad en constante progreso y crecimiento, gracias a ello es sede de importantes zonas Tecno-Industriales. En el municipio se ubica el Aeropuerto Internacional del Bajío, el Puerto Interior de Guanajuato y parque Guanajuato Bicentenario, lo que sitúa a la ciudad de Silao como un centro importante del corredor industrial del estado de Guanajuato y de la República Mexicana.

### Parque industrial General Motors Silao
En 1994 surgió el Complejo Silao, las instalaciones más modernas con las que cuenta GM México. La relevancia de su operación está basada en su productividad y calidad, que le han llevado a implantar récords en el Harbor Report North America, y a merecer el Premio Nacional de Calidad. El Complejo Silao cuenta con dos plantas, Estampados y Ensamble. La primera estampa toldos, puertas, cajuelas, etc. para su producción local y de exportación; la segunda, tiene como sus productos principales la Chevrolet Suburban y la GMC Yukon de exportación.

### Parques industriales
En la ciudad se encuentran establecidos varios parques industriales entre los cuales destacan:

#### Guanajuato Puerto Interior
Es un complejo logístico y de negocios que está compuesto por 4 Parques Industriales: Santa Fe I, Santa Fe II, Santa Fe III y Santa Fe IV.
El complejo industrial cuenta con:
- Aduana Interior de Guanajuato
- La Terminal Especializada de Carga Ferroviaria (Ferromex)
- Centro Comunitario con Guardería
- Centro de Atención Médica especializada
- Estación de Bomberos
- Zona Hotelera y Gastronómica

Así como una Zona Comercial y de Servicios, así como la Zona Educativa y de Capacitación donde se encuentra establecida la Unidad Profesional Interdisciplinaria de Ingeniería Campus Guanajuato del Instituto Politécnico Nacional (IPN). Dentro de GPI se han establecido más de 150 empresas reconocidas a nivel mundial, entre las que se encuentran: Pirelli, Nestle Purina, Volkswagen, Nivea, Nippon Steel y Toyota.

#### Parque industrial Las Colinas
Ubicado en la parte norte de la ciudad, en la carretera a San Felipe, Dentro se han establecido más de 50 empresas reconocidas a nivel mundial, de las cuales destacan: American Axe, Metal Forming, Onium Plastic, Andrea, Tanok, Continental y Mitzui.

#### Parque industrial FIPASI
Ubicado en la parte SUR de la ciudad, en la carretera a Irapuato. Dentro se han establecido más de 50 empresas reconocidas a nivel mundial, de las cuales destacan: American Axe, Skymatt, Hirotec, International Paper y Continental.

#### Parque industrial Las Vías
Ubicado en la parte poniente de la ciudad, en la carretera Federal 45 debajo del distribuidor vial a León. Dentro se han establecido empresas, de las cuales destacan: Huevo San Juan, Intermed, Camso, Gmex y Sermak.

### Centros comerciales
En Silao existes diversas plazas y centros comerciales, las cuales ofrecen distintos servicios tanto gastronómicos, recreativos y culturales.
- Plaza Sinana

La primera gran plaza comercial de Silao,actualmente la más antigua de la ciudad, la cual se encuentra ocupada solo en un 10 % de su capacidad, ya que ha sufrido por avate del mal clima y deterioro del tiempo, solo se encuentran ubicados comercios como Elektra, Italika, telcel, AT&T, Zonatura, créditos acceso, casa china y otros.
- Plaza La joya

Plaza actualmente con un giro comercial muy transitado, el deterioro del tiempo en sus instalaciones ha sido poco, el cual hace disfrutas de actividades como compras y diversión muy cómodas, aquí se encuentran establecimientos como: Soriana, Famsa, Coppel, Home depot, Cinepolis, Banamex, HSBC, Scotian Bank, Caja popular mexicana, Caja libertad, Domino´s pizza, Pollo Feliz, AT&T, Entre restaurantes y lugares de esparcimiento.

• Plaza paseo MS
Ubicada al oriente de silao, en la carretera federal 45, con instalaciones modernas, pero actualmente habitada solo al 15 % de su capacidad, destacan: Steven, oficinas de Totalplag, Bajaj motos, DHL, Deni's, holiday inn y el smart stay.
• centro comercial Walmart y sam's club.
nuevo centro comercial ubicado al norte de la ciudad, aun en construcción. 

## Cultura y patrimonio histórico-artístico

### Arquitectura

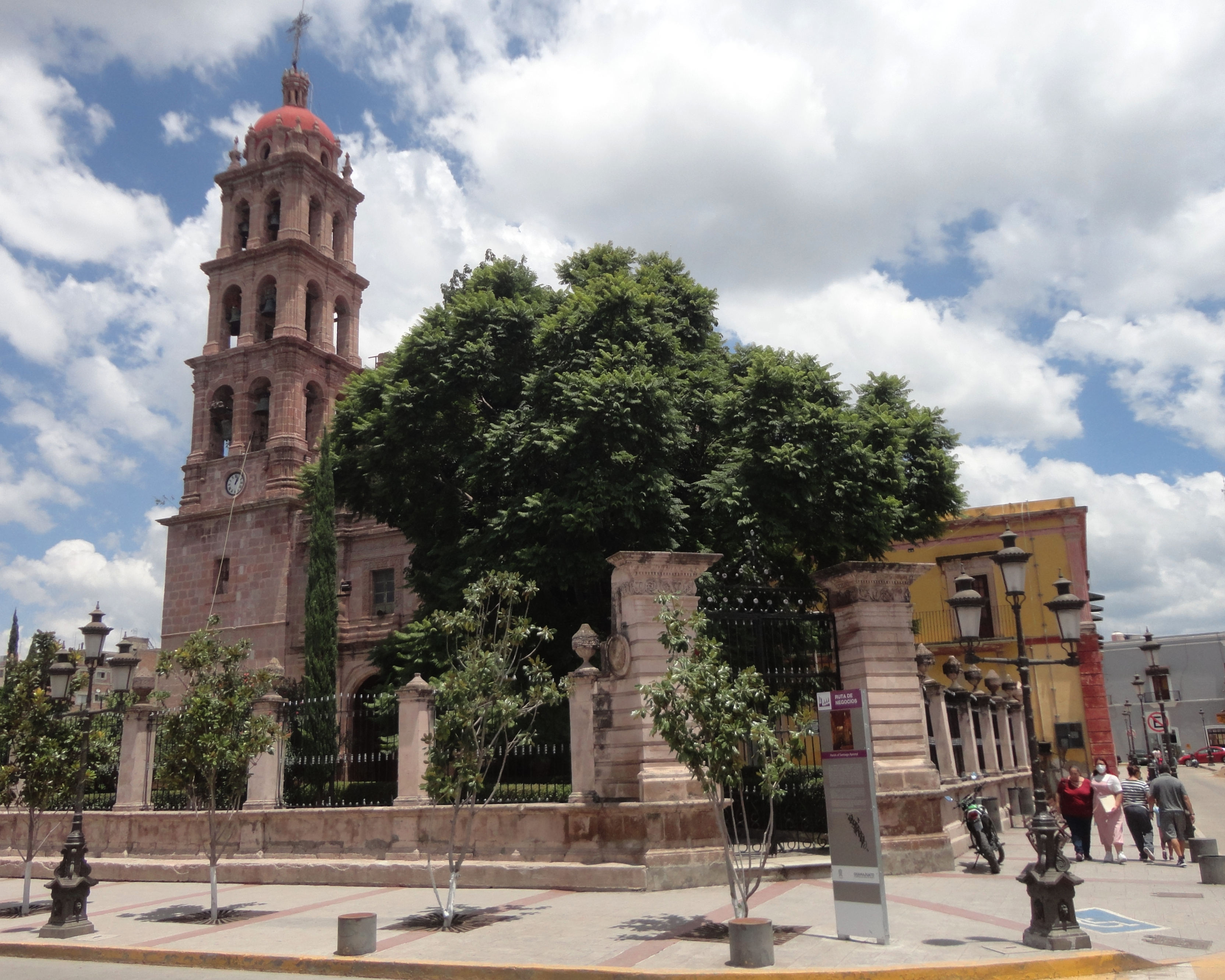
Parroquia de Santiago Apóstol.

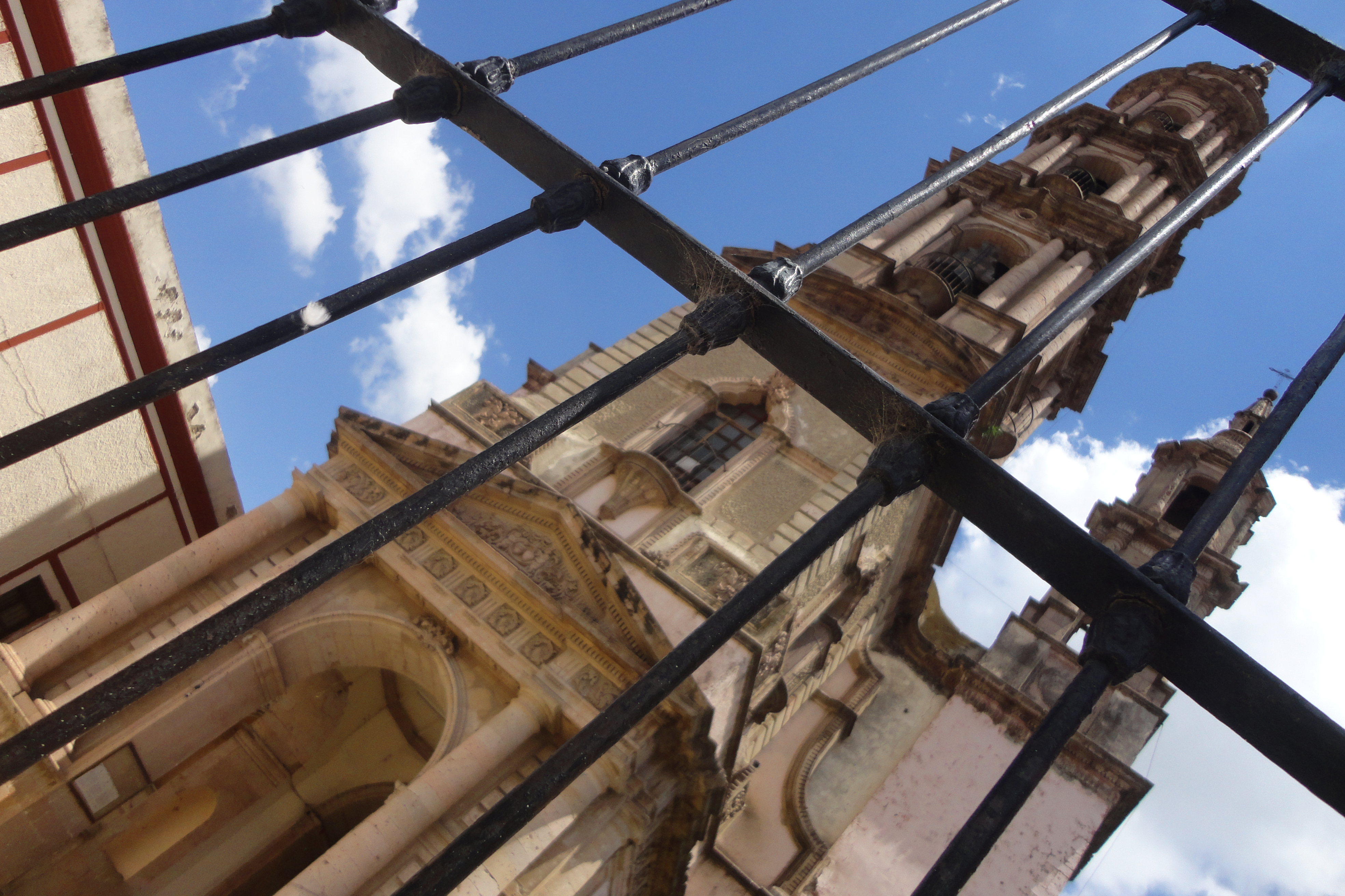
Templo de la Casa de Ejercicios.

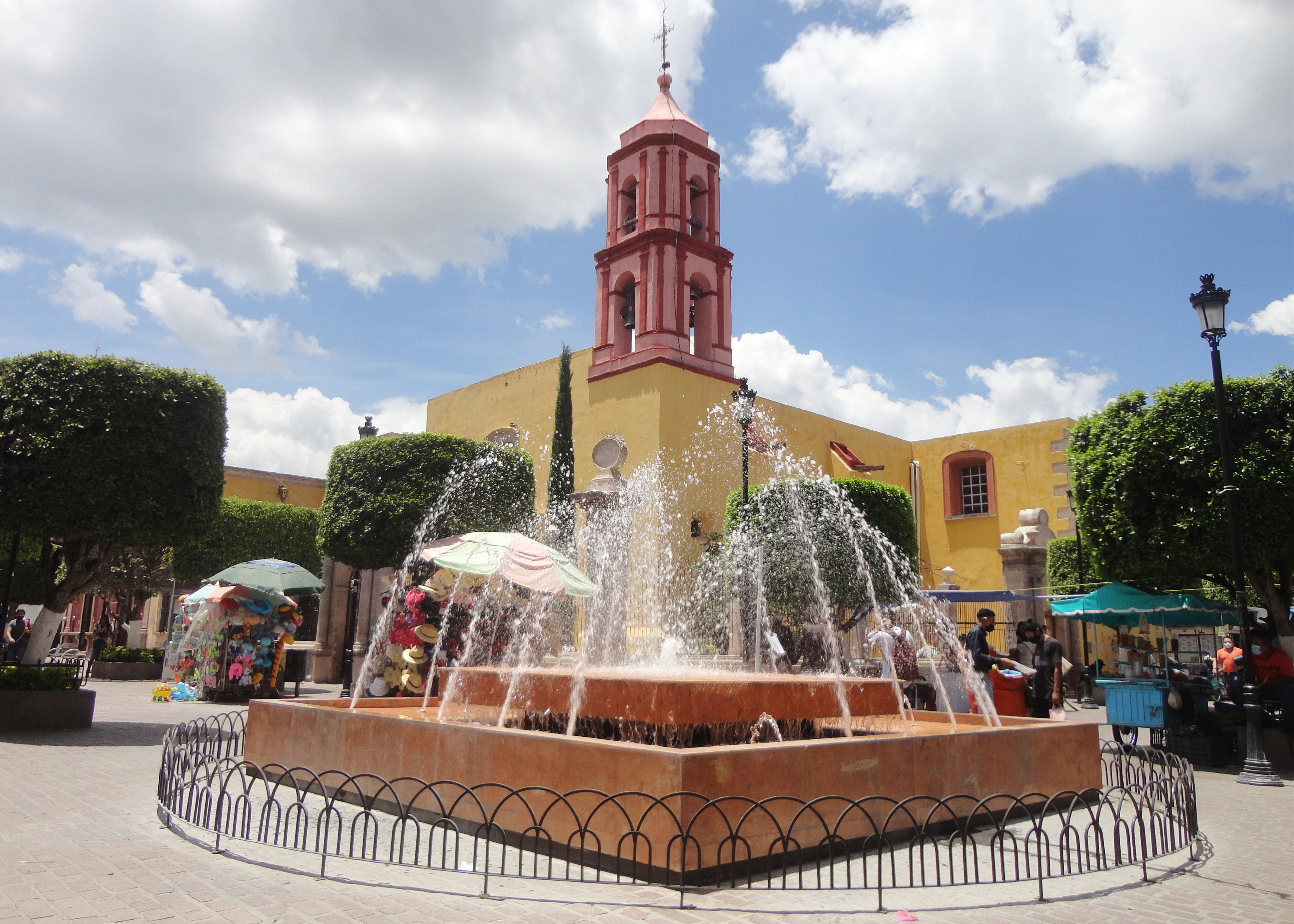
Templo de la Tercera Orden.

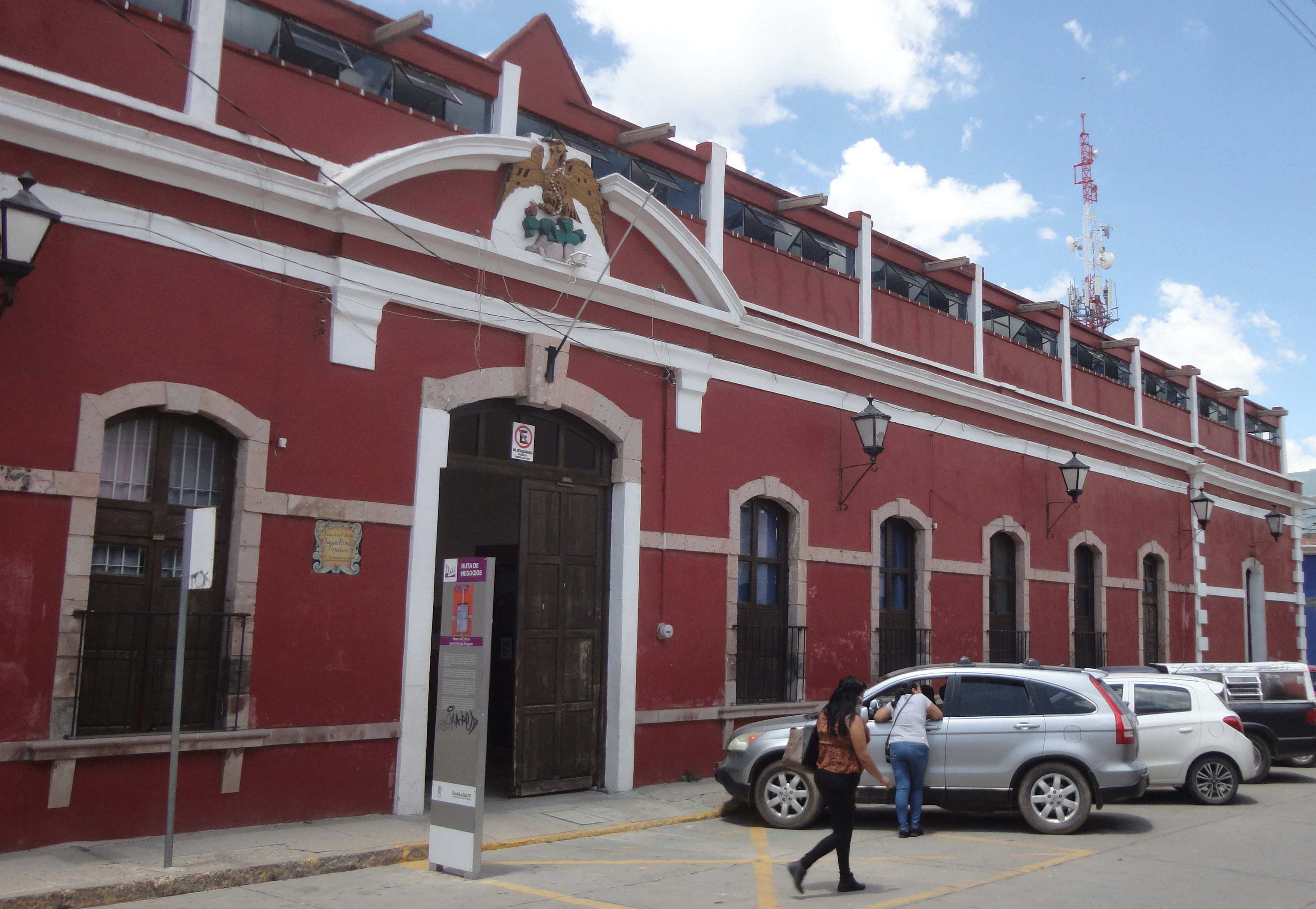
Cuartel Venustiano Carranza.

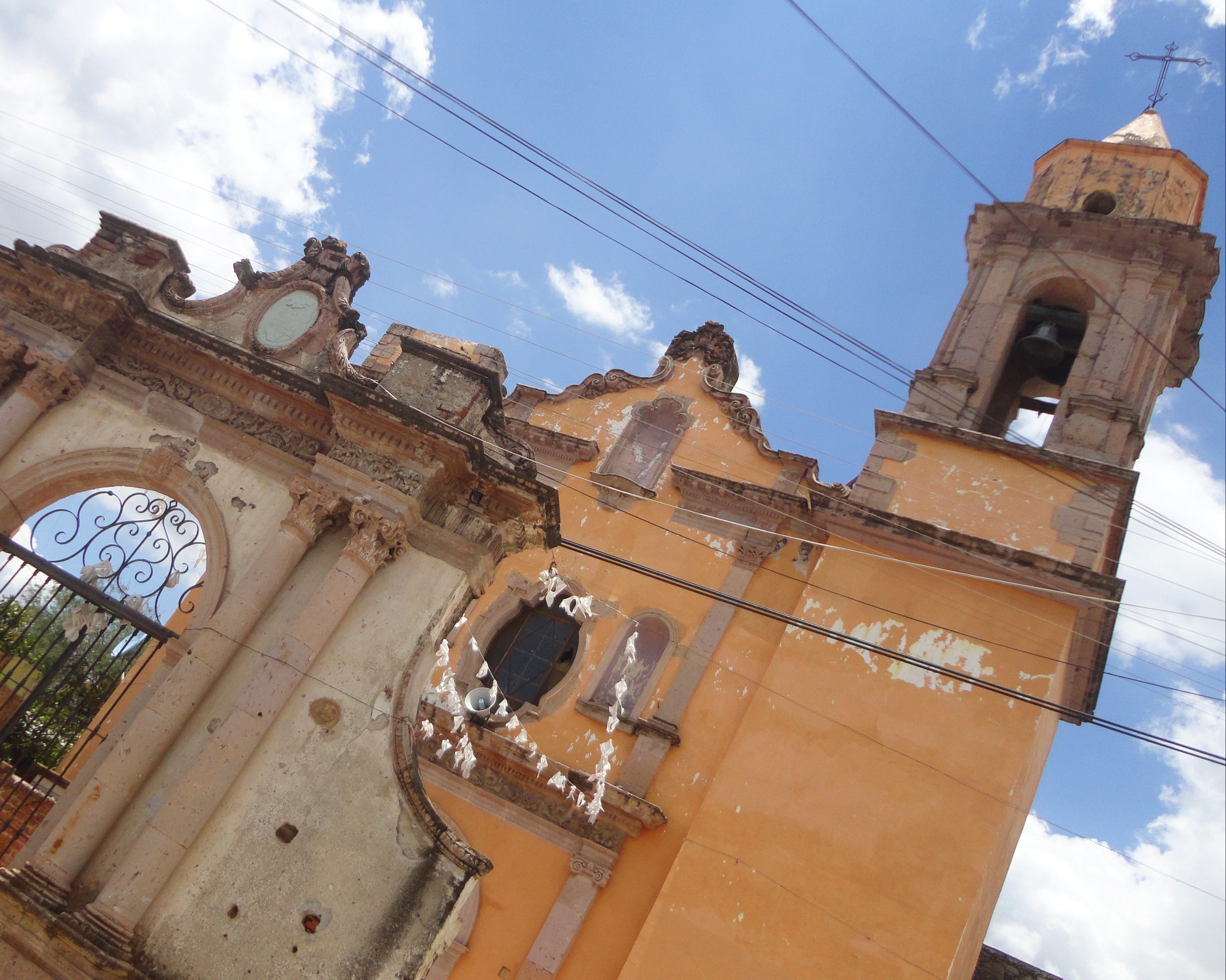
Templo de Loretito.

Silao goza de estilos arquitectónicos del siglo XVII al XX, entre ellos el estilo neoclásico, el novohispano, el barroco salómonico, el neogótico, el industrial y el estilo civil, el cual es una evidencia del lujo de la bonanza de los primeros siglos de Silao en donde se reflejan las modas las introducciones tecnológicas y aportes en materiales y técnicas de la región, a continuación elementos arquitectónicos representativos de Silao.
- Parroquia de Santiago Apóstol. Se inició su construcción a fines del siglo XVII y se terminó en el año de 1728; en su atrio se encuentra un árbol único en el centro histórico, se trata de la Ceiba (Ceiba pentandra), este árbol conserva una relevante importancia para la ciudad.
- Templo de la Tercera Orden
- Templo de El Santuarito
- Templo de la Casa de Ejercicios
- Parroquia del Señor del Perdón
- Santuario de Nuestra Señora de Guadalupe
- Templo del Carmen
- Templo de Loreto o Loretito
- Capilla de San Antonio de Padua
- Capilla de las Tres Caídas
- Templo de San José
- Templo de San Judas Tadeo
- Cristo Rey, el Cristo de la Montaña
- Antigua estación de ferrocarril
- Casa de la cultura Isauro Rionda Arreguín, antiguamente Cuartel Militar Venustiano Carranza
- Palacio municipal, antiguamente funcionó como cárcel municipal y jefatura
- Mercado Gonzáles Ortega

### Parques y jardines
- Jardín principal
- La Alameda
- Plaza Libertad
- Ecoparque Los Eucaliptos
- Jardín Unión
- Zona Peatonal Dr. Domenzain
- Parque lineal La Joyita
- Parque lineal La Independencia

### Monumentos y murales
- Monumento a Don Miguel Hidaldo
- Monumento al General Jesús González Ortega
- Monumento al compositor Antonio Zúñiga
- Monumento a Benito Juárez
- Monumento a los Niños Héroes
- Monumento a Emiliano Zapata
- Mural del maestro José Chávez Morado
- Mural del Museo Hermanos José y Tomas Chávez Morado
- Mural de la Secretaría de Hacienda y Crédico Público

## Ciudades hermanadas
- Shaanxi, China (2012).[13]
- Habana Vieja, Cuba (2001).[14]
- Lázaro Cárdenas, Michoacán (2022).